# Colo
Colo je menší a v současnosti nečinný stratovulkán, nacházející se na menším ostrově Una-Una v Tominském zálivu ostrova Sulawesi (Celebes) v Indonésii. Vrchol 507 m vysoké sopky je ukončen 2 km širokou kalderou. V historii byly zaznamenány pouze tři erupce (v letech 1898, 1938 a 1983). První a poslední erupce byly velmi silné, zničily téměř celý ostrov a vyžádaly si evakuaci obyvatelstva.